# Villagrán, Guanajuato
Villagrán là một đô thị thuộc bang Guanajuato, México. Năm 2005, dân số của đô thị này là 49653 người.